# Verrucaria marmorea
Verrucaria marmorea är en lavart som först beskrevs av Giovanni Antonio Scopoli, och fick sitt nu gällande namn av Johann Franz Xaver Arnold. Verrucaria marmorea ingår i släktet Verrucaria och familjen Verrucariaceae.   Inga underarter finns listade i Catalogue of Life.